# 机场街道 (乌鲁木齐市)
机场街道是中华人民共和国新疆维吾尔自治区乌鲁木齐市新市区下辖的一个街道办事处。

## 行政区划
机场街道下辖以下村级行政区划单位：
飞机场社区、东风社区、安新社区。